# Ansfrid II le Goz
Ansfrid II Le Goz también Ansfrid el Danés y Ansfroi le Goz (Latín medieval: Ansfrid Danus, c. 970-1054), fue un noble normando, vizconde de Hièmois, señor de Falaise, y mayordomo del Ducado de Normandía bajo el gobierno de Ricardo II y Roberto I. Era hijo de Ansfrid el Danés y Helloe de Beulac (c. 990).
Guillermo de Jumièges citó que fue uno de los nobles normandos ricardistas rebeldes que se enfrentaron a Guillermo el Bastardo por considerar que no merecía el Ducado de su padre, Roberto I de Normandía. Guillermo atacó el castillo de Falaise con las fuerzas militares de Raúl de Gacé donde fue derrotado y forzado a exiliarse junto a su hijo Thorstein. El castillo quedó como propiedad de Gacé y el feudo pasó entonces a manos de Roger de Montgomery. 

## Herencia
Se conocen varias relaciones:
- Guimara (Wymarche), posiblemente una hija ilegítima de Ricardo II de Normandía y una concubina de origen bretón.[4] También es posible que Guimara fuese medio hermana de Emma de Normandía. Fue madre de Robert FitzWimarc (c. 1006-1071), que fue vasallo de Eduardo el Confesor y luchó a su lado en la batalla de Hastings.[5] En el tapiz de Bayeux aparece velando al rey caído en combate.

- Una dama de nombre desconocido, con quien tuvo dos hijos:

1. Thorstein le Goz;
2. Beatrix Le Goz (c. 992-1014), esposa de Fulco de Aunou (m. 1082), un hijo de Baldric de Beaugency.

- Con Turnvisa [Tyra], hija de Björn de Northumberland:

1. Louis le Goz (c. 997-?). Su hija Louisa de Goz fue esposa de Guillaume Fitz Walter De la Mare.